# MY WINDING ROAD
『MY WINDING ROAD』（マイワインディングロード）は、1998年10月21日に発売されたTHE YELLOW MONKEY17枚目のシングル。発売元はファンハウス。

## 解説
- 前作から2か月ぶりのシングル。「PUNCH DRUNKARD TOUR」中の8月にレコーディングされた。完全な新作としてのリリースは、14枚目の『球根』以来、約8か月ぶりとなり、7枚目のアルバム『PUNCH DRUNKARD』リリース後初となる。
- ディスコ風ナンバー。ライブではミラーボールが用意される演出もあり、ギターの菊地は電飾のついたギターを番組およびライブで使用していた。
- 再集結後、2017年12月9日、12月10日の東京ドームにて披露された。EMMAの電飾ギターは新たにLEDで七色に輝くものへと変化していたほか、ANNIEのハイハットを16ビートから8ビートに変更して演奏されていた。

## 制作背景
- 吉井は歌詞が同様のバラードナンバーを作成しようと考えていたが、『球根』『離れるな』とバラードのリリースが続いたこともあり、マネジャーからの反対で現在の形に変更された。吉井は「当時の状況だと、重いバラードか、逆にこうやって転ばした曲じゃないとできなかった」と語っている[1]。
- ディスコ風ナンバーをリリースする構想は1995年から既にあり、5枚目のシングル『Love Communication』は当初ディスコ風ナンバーとして制作されていたが、結果的にはロックナンバーに変更されてリリースされた。そのような経緯もあり、吉井は「『Love Communication』でやりたかったことが『MY WINDING ROAD』でできた」と語っている[2]。
- カップリング曲の「O.K.」もシングル候補であり、吉井はメンバーに対して「こういう曲をバーンと切っちゃっても気持ちいいんだけどね」と語っていたという。しかし、ロックナンバーであるがゆえに「売れない」と判断し、カップリング曲となった[3]。

## 収録曲
1. MY WINDING ROAD
（作詞・作曲：吉井和哉 / 編曲：THE YELLOW MONKEY）
2. O.K.
（作詞・作曲：吉井和哉 / 編曲：THE YELLOW MONKEY）
WOWOW「スーパーサッカー・セリエA」エンディングテーマ。
3. MY WINDING ROAD (Instrumental)
（作曲：吉井和哉 / 編曲：THE YELLOW MONKEY）

## 各曲の収録アルバム
＃1. MY WINDING ROAD
- 『8』（2000年7月26日）※初回版DISC2
- 『GOLDEN YEARS Singles 1996-2001』（2001年6月13日）

＃2. O.K.
- 『MOTHER OF ALL THE BEST』（2004年12月8日）※初回版DISC3

## カバー
#2
- 吉井和哉（2011年「Flowers & Powerlight Tour 2011」）※セルフカバー